# Dani Visser
Dani Visser (Emmeloord, 9 juli 2001) is een Nederlands e-sporter.
Hij haalde meerdere malen de Top 100 en Elite 1 en wist eind 2018 de derde beker van de eDivisie te winnen. Visser behaalde ook de titel met De Graafschap in de eDivisie. Vervolgens maakte hij een transfer naar AZ.

## De Graafschap
In het seizoen 2018/2019 won de 17-jarige Dani Visser de eDivisie tegen Bryan Hessing. De eerste uit twee wedstrijden won hij met 1-0, de tweede wedstrijd verloor hij met 2-3. De beslissende wedstrijd met golden goal won Visser, waardoor De Graafschap het kampioenschap won.

## AZ
In hetzelfde seizoen degradeerde De Graafschap in de Eredivisie, waardoor Visser moest veranderen van ploeg. Samen met Aristote Ndudu kwam hij in het e-sportsteam van AZ met als teamnaam "Team YouTube", vanwege hun YouTube-achtergrond. Ze werden een-na-laatste. PEC Zwolle won dat seizoen.

## Team Gullit
In 2018 ging Dani naar het net opgerichte Team Gullit.